# Sputnik 19
Sputnik 19 (conosciuto anche come Alpha Pi 1) è la denominazione con la quale è nota in Occidente una sonda spaziale sovietica del Programma Venera che doveva raggiungere il pianeta Venere. Fu lanciato il 25 agosto 1962 con un razzo vettore Molniya ed entrò regolarmente in orbita attorno alla Terra, ma l'ultimo stadio del razzo non funzionò; la sonda rimase in orbita geocentrica per tre giorni e rientrò nell'atmosfera terrestre il 28 agosto 1962. LUS Naval Space Command Satellite, che seguiva i lanci dei satelliti sovietici per conto del governo degli USA, denominò originariamente questo veicolo spaziale come Sputnik 23.